# Anomoia belliata
Anomoia belliata är en tvåvingeart som beskrevs av Ito 1984. Anomoia belliata ingår i släktet Anomoia och familjen borrflugor. Inga underarter finns listade i Catalogue of Life.